# Ronde van België 2006
De Ronde van België 2006 werd gehouden van 24 mei tot en met 28 mei in België. Het was de 76ste editie van deze rittenkoers, die in 2002 werd geherintroduceerd. De ronde telde zes etappes. In totaal moesten de renners 875,3 kilometer overbruggen. De koers maakte deel uit van de UCI Europe Tour 2006 (categorie 2.1).

## Etappe-overzicht
| etappe | datum  | start      | finish           | afstand  | winnaar            | klassementsleider  |
| ------ | ------ | ---------- | ---------------- | -------- | ------------------ | ------------------ |
| 1e     | 24 mei | Oostende   | Oostende         | 180,9 km | Maarten Tjallingii | Maarten Tjallingii |
| 2e     | 25 mei | Oostende   | Knokke-Heist     | 180,5 km | Tom Boonen         | Maarten Tjallingii |
| 3e A   | 26 mei | Buggenhout | Buggenhout (ITT) | 15,9 km  | Stijn Devolder     | Maarten Tjallingii |
| 3e B   | 26 mei | Buggenhout | Londerzeel       | 111,7 km | Tom Boonen         | Maarten Tjallingii |
| 4e     | 27 mei | Londerzeel | Hoei             | 203,6 km | Niki Terpstra      | Maarten Tjallingii |
| 5e     | 28 mei | Hoei       | Putte            | 182,7 km | Gert Steegmans     | Maarten Tjallingii |

## Etappe-uitslagen

### 1e etappe
| rang | renner             | land                | tijd       |
| ---- | ------------------ | ------------------- | ---------- |
| 1    | Maarten Tjallingii | Nederland           | 4u 07' 57" |
| 2    | Tom Boonen         | België              | op 19"     |
| 3    | Max van Heeswijk   | Nederland           | z.t.       |
| 4    | Baden Cooke        | Australië           | z.t.       |
| 5    | Jeremy Hunt        | Verenigd Koninkrijk | z.t.       |
| 6    | Kai Reus           | Nederland           | z.t.       |
| 7    | Niko Eeckhout      | België              | z.t.       |
| 8    | Léon van Bon       | Nederland           | z.t.       |
| 9    | Gert Steegmans     | België              | z.t.       |
| 10   | Frédéric Amorison  | België              | z.t.       |

### 2e etappe
| rang | renner             | land                | tijd       |
| ---- | ------------------ | ------------------- | ---------- |
| 1    | Tom Boonen         | België              | 4u 02' 45" |
| 2    | Max van Heeswijk   | Nederland           | z.t.       |
| 3    | Gert Steegmans     | België              | z.t.       |
| 4    | Baden Cooke        | Australië           | z.t.       |
| 5    | Jürgen Roelandts   | België              | z.t.       |
| 6    | Steven de Jongh    | Nederland           | z.t.       |
| 7    | Niko Eeckhout      | België              | z.t.       |
| 8    | Roger Hammond      | Verenigd Koninkrijk | z.t.       |
| 9    | Maarten Tjallingii | Nederland           | z.t.       |
| 10   | Michael Blanchy    | België              | z.t.       |

### 3e etappe A
| rang | renner                | land       | tijd    |
| ---- | --------------------- | ---------- | ------- |
| 1    | Stijn Devolder        | België     | 19' 37" |
| 2    | Leif Hoste            | België     | op 4"   |
| 3    | Jurgen Van den Broeck | België     | op 15"  |
| 4    | Niki Terpstra         | Nederland  | op 21"  |
| 5    | Kai Reus              | Nederland  | op 23"  |
| 6    | Dmitri Moeravjov      | Kazachstan | op 28"  |
| 7    | Sébastien Rosseler    | België     | op 29"  |
| 8    | Maarten Tjallingii    | Nederland  | op 36"  |
| 9    | Lars Boom             | Nederland  | op 42"  |
| 10   | Tom Boonen            | België     | op 44"  |

### 3e etappe B
| rang | renner             | land      | tijd       |
| ---- | ------------------ | --------- | ---------- |
| 1    | Tom Boonen         | België    | 2u 35' 15" |
| 2    | Max van Heeswijk   | Nederland | z.t.       |
| 3    | Baden Cooke        | Australië | z.t.       |
| 4    | Niko Eeckhout      | België    | z.t.       |
| 5    | Steven de Jongh    | Nederland | z.t.       |
| 6    | Mychajlo Chalilov  | Oekraïne  | z.t.       |
| 7    | Maarten Tjallingii | Nederland | z.t.       |
| 8    | Sven Nys           | België    | z.t.       |
| 9    | Léon van Bon       | Nederland | z.t.       |
| 10   | Frédéric Amorison  | België    | z.t.       |

### 4e etappe
| rang | renner                | land      | tijd       |
| ---- | --------------------- | --------- | ---------- |
| 1    | Niki Terpstra         | Nederland | 4u 55' 31" |
| 2    | Nico Sijmens          | België    | op 2"      |
| 3    | Nick Nuyens           | België    | op 4"      |
| 4    | Marlon Pérez          | Colombia  | z.t.       |
| 5    | William Walker        | Australië | z.t.       |
| 6    | Jurgen Van den Broeck | België    | z.t.       |
| 7    | Björn Leukemans       | België    | z.t.       |
| 8    | Kevin Van Impe        | België    | op 1' 22"  |
| 9    | Fumiyuki Beppu        | Japan     | z.t.       |
| 10   | Laurens ten Dam       | Nederland | z.t.       |

### 5e etappe
| rang | renner             | land      | tijd       |
| ---- | ------------------ | --------- | ---------- |
| 1    | Gert Steegmans     | België    | 4u 13' 10" |
| 2    | Max van Heeswijk   | Nederland | z.t.       |
| 3    | Tom Boonen         | België    | z.t.       |
| 4    | Steven de Jongh    | Nederland | z.t.       |
| 5    | Baden Cooke        | Australië | z.t.       |
| 6    | Mychajlo Chalilov  | Oekraïne  | z.t.       |
| 7    | Jurgen Van Loocke  | België    | z.t.       |
| 8    | Maarten Tjallingii | Nederland | z.t.       |
| 9    | Niko Eeckhout      | België    | z.t.       |
| 10   | Frédéric Amorison  | België    | z.t.       |

## Eindklassementen
| Algemeen klassement |                    |                            |           |
| Plaats              | Naam               | Ploeg                      | Tijd      |
| Zilveren trui       | Maarten Tjallingii | Skil-Shimano               | 20u18'15" |
| 2                   | Sébastien Rosseler | Quick Step-Innergetic      | +00'32"   |
| 3                   | Max van Heeswijk   | Discovery Channel          | +00'44"   |
| 4                   | Tom Boonen         | Quick Step-Innergetic      | +00'51"   |
| 5                   | Gert Steegmans     | Davitamon-Lotto            | +01'25"   |
| 6                   | Mychajlo Chalilov  | Team LPR                   | +01'27"   |
| 7                   | Niko Eeckhout      | Chocolade Jacques-Topsport | +01'36"   |
| 8                   | Sven Nys           | Rabobank Continental       | +01'43"   |
| 9                   | Steven de Jongh    | Quick Step-Innergetic      | +02'09"   |
| 10                  | Frédéric Amorison  | Landbouwkrediet-Colnago    | +02'11"   |

| Puntenklassement |                    |                       |        |
| Plaats           | Naam               | Ploeg                 | Punten |
| Groene trui      | Tom Boonen         | Quick Step-Innergetic | 107    |
| 2                | Max van Heeswijk   | Discovery Channel     | 102    |
| 3                | Maarten Tjallingii | Skil-Shimano          | 77     |

| Sprintklassement |                 |                         |        |
| Plaats           | Naam            | Ploeg                   | Punten |
| Witte trui       | Marlon Pérez    | Team Tenax Salmilano    | 43     |
| 2                | Kevin Neirynck  | Landbouwkrediet-Colnago | 24     |
| 3                | Laurens ten Dam | Unibet.com              | 19     |

| Bergklassement |                       |                      |        |
| Plaats         | Naam                  | Ploeg                | Punten |
| Rode trui      | Jurgen Van den Broeck | Discovery Channel    | 37     |
| 2              | Marlon Pérez          | Team Tenax Salmilano | 31     |
| 3              | Jarno Van Mingeroet   | Jartazi-7Mobile      | 12     |

| Ploegenklassement |                       |           |
| Plaats            | Ploeg                 | Tijd      |
|                   | Quick Step-Innergetic | 48u03'52" |
| 2                 | Rabobank Continental  | +06' 29"  |
| 3                 | Unibet.com            | +08' 39"  |